# Рахматуліна Оксана Євгенівна
Рахматуліна Оксана Євгенівна (7 грудня 1976) — радянська баскетболістка.
Бронзова призерка Олімпійських Ігор 2004, 2008 років.